# Кустов, Борис Валентинович
Борис Валентинович Кустов (1950—2013) — советский и российский кинорежиссёр и оператор документального кино.

## Биография
Родился 3 июля 1950 года в Таллине.
Работал фотографом на киностудии «Таллинфильм». В 1974 году окончил ВГИК, операторский факультет (мастерская Л. Косматова, В. Гинзбурга). Работал оператором на Западно-Сибирской студии кинохроники в Новосибирске. Затем работал на Свердловской киностудии.
Член Российской Академии кинематографических искусств «НИКА».
Скончался 8 января 2013 года, похоронен на Михайловском кладбище Екатеринбурга.
Б. В. Кустов — автор известных документальных картин: «Груня», «Камо грядеши», «Союз Советских Социалистических Рекордофф», «Граница Европы», «Вот и вся жизнь» (совместно с С. Мирошниченко), «Встреча с Бабой-Ягой» и другие.
Его фильм «Граница Европы» (1994) получил Гран-при Международного университета радио и телевидения на международном кинофестивале в Монте-Карло и первую премию в Анкоридже. Он несколько раз становился лауреатом кинофестиваля неигрового кино «Россия», которая ежегодно проходит в Екатеринбурге, за фильмы «Леший. Исповедь пожилого человека» (1988 год), «Новые сведения о конце света» (1991 год), «Союз Советских Социалистических Рекордофф» (1993 год) и др.
В последние годы Кустов активно сотрудничал с творческим объединением «Кинофабрика». Последней его работой стал документальный фильм об Уральском добровольческом танковом корпусе.

## Фильмография

### Оператор неигровых фильмов
- 1974 «На сибирских магистралях»
- 1977 «Главная стройка»
- 1982 «Спартакиада»
- 1984 «Мы челябинцы»
- 1986 киножурнал «Советский Урал» № 21 «Цена качества»
- 1997 «Алиса в стране метрополитении»

### Режиссёр неигровых фильмов
- 1982 «Хроника одного лета», Свердловская киностудия
- 1983 киножурнал «Советский Урал» № 6, Свердловская киностудия
- 1984 «Лед надежды нашей» 2ч.телефильм Свердловское телевидение
- 1984 киножурнал «Советский Урал» № 40, Свердловская киностудия
- 1985 киножурнал «Советский Урал» № 16, Свердловская киностудия
- 1991 «Встреча с бабой Ягой», Свердловская киностудия
- 1993 «Союз советских социалистических рекордофф», «Уралфильм»
- 1994 «Граница Европы»
- 1995 «Хомут для красного коня»
- 1996 «Княгиня, почти рождественская история» творческое объединение «Надежда»
- 1996 «Весенний марафон», Свердловская киностудия
- 1995 «Сатрапы» , НТВ
- 1997 «80-я годовщина» 40с.

### Автор-оператор
- 1976 «Опыт передовиков — всем нефтяникам», Западно-Сибирская студия кинохроники
- 1979 киножурнал «Советский Урал» № 12 «ГАИ», Свердловская киностудия
- 1978 киножурнал «Советский Урал» № 39 «Три встречи»
- 1980 киножурнал «Советский Урал» № 2 «Обмен»
- 1985 киножурнал «Советский Урал» № 13 «VII зимняя спартакиада»

### Режиссёр-оператор
- 1975 «Подъем нефти из пласта на поверхность» Западно-Сибирская студия кинохроники
- 1976 киножурнал «Сибирь на экране» № 43, Западно-Сибирская студия кинохроники
- 1977 Киножурнал «Советский Урал» № 33 «По дорогам памяти», Свердловская киностудия
- 1978 «Красуский», Свердловская киностудия
- 1979 «Вид на огненную реку», Свердловская киностудия
- 1979 «Эти беспокойные женщины», Свердловская киностудия
- 1979 киножурнал «Советский Урал» № 28, Свердловская киностудия
- 1981 киножурнал «Советский Урал» № 9, 41, 45 Свердловская киностудия
- 1982 киножурнал «Енисейский меридиан» № 1
- 1982 «На вечной стоянке», Свердловская киностудия
- 1982 «Старики», Северо-Кавказская студия кинохроники
- 1982 «Почин», Свердловская киностудия
- 1983 киножурнал № 23 «Два слова о добре»
- 1983 «Вот и вся жизнь», Свердловская киностудия
- 1985 киножурнал «Советский Урал» № 3 «Пуск»
- 1985 «Груня», Свердловская киностудия
- 1985 киножурнал «Советский Урал» № 16, Свердловская киностудия
- 1985 киножурнал «Советский Урал» № 21 «День победы», Свердловская киностудия
- 1985 киножурнал «Советский Урал» № 23 «Товарищ Андрей»,Свердловская киностудия
- 1986 «Слово предоставляется», Свердловская киностудия
- 1986 киножурнал «Советский Урал» № 15 «Коммунисты», Свердловская киностудия
- 1986 киножурнал «Советский Урал» № 24 «Народное творчество», Свердловская киностудия
- 1986 «Нефтяная промышленность в СССР», Свердловская киностудия
- 1987 «Леший», Свердловская киностудия
- 1987 «Согласие», Свердловская киностудия
- 1988 «Камо грядеши», Свердловская киностудия
- 1988 «Тайное голосование»,Свердловская киностудия
- 1989 «Случай с Фемидой», Свердловская киностудия
- 1990 «Блаженны изгнанные», Свердловская киностудия
- 1990 «Спуск флага», Свердловская киностудия
- 1991 «Новые сведения о конце света», Свердловская киностудия
- 1995 «Хомут для красного коня», Свердловская киностудия
- 1996 «Княгиня, почти рождественская история», творческое объединение «Надежда»
- 1995 «Сатрапы», НТВ
- 1996 «Весенний марафон», Свердловская киностудия
- 1997 «80-я годовщина» 40серий, АНТ
- 1998 «Косой брод», Свердловская киностудия
- 1998 Альманах № 1, 2 «Летопись Урала», ТО «Надежда»
- 1999 «Роман 21-го века», ТПО «ЗОВ»
- 2003 киножурнал «Кинолетопись Урала»№ 3, Свердловская киностудия

### Автор, режиссёр, оператор
- 2003 «Чувство нокаута», Свердловская киностудия
- 2003 «Господа музыканты», Свердловская киностудия
- 2005 «Секреты поющей бронзы», Свердловская киностудия
- 2006 «Расступись ночь темна», Свердловская киностудия
- 2009 «Орджоникидзевское УЖК», ТПО кинофабрика
- 2010 О добровольческом танковом корпусе «Слава и память» — в работе

## Призы и награды
- 1975 «Подъем нефти из пласта на поверхность», Бронзовая медаль ВДНХ СССР.
- 1978 киножурнал «Советский Урал» № 12 «ГАИ», диплом и премия на конкурсе безопасности движения, г. Свердловск.
- 1978 «Советский Урал» № 39 «Три встречи», 1 премия на фестивале по Нечерноземью, г. Кострома.
- 1980 «Советский Урал» № 2 «Обмен», Вторая премия кинофестиваля в г. Красноярске.
- 1981 «Линия связи», Диплом 25-го фестиваля в Лейпциге, ГДР.
- 1983 «Вот и вся жизнь», Первая премия фестиваля ВГИК.
- 1985 «Груня», Приз и диплом за лучший короткометражный документальный фильм на XIX Всесоюзном кинофестивале в г. Алма-Ата.
- 1987 «Леший» Приз жюри на I Всесоюзном кинофестивале неигрового кино в г. Свердловске.
- 1991 «Новые сведения о конце света» — приз жюри Открытого фестиваля неигрового кино «Россия»;

участник МКФ в Берлине, 1992 г.
участник МКФ в Мюнхене, 1993 г.
- 1993 «Союз Советских Социалистических Рекордофф»:

— приз жюри Открытого фестиваля неигрового кино «Россия»
— участник МКФ в г. Мюнхене, 1994 г.
1994 «Граница Европы»- Первая премия и приз жюри на МКФ «Северное сияние» в Анкоридже (США, Аляска,1995,). 1996 Гран-При Международного Университета Радио и Телевидения на фестивале лучших европейских телепрограмм и телефильмов в Монте-Карло, в номинации «лучший документальный фильм».
- 1995 «Хомут для красного коня» — участник МКФ в Лейпциге, 1995 г. и в г. Мюнхен, 1996 г.
- 1996 За создание трилогии «Новые сведения о конце света», «Союз Советский социалистических Рекордофф», «Граница Европы» номинацуия на Государственную премию Российской Федерации.